# 감천 전씨
감천 전씨(甘泉全氏)는 경상북도 예천군 감천면을 본관으로 하는 한국의 성씨이다. 시조 전언(全彦)은 고려에서 판전농사사(判典農寺事)를 지냈으며 좌명공신(佐命功臣)으로 감천군에 봉해졌다.

## 참고 자료
- “감천전씨(甘泉全氏)”. 뿌리를 찾아서.[깨진 링크(과거 내용 찾기)]